# Daniel Ponce
Pour l’article ayant un titre homophone, voir Daniel Pons.
Pour les articles homonymes, voir Ponce (homonymie).
Daniel Ponce, né le 31 janvier 1933 à Paris et mort le 30 septembre 2017 à Gradignan (Gironde), est un médailleur français.

## Biographie
Né en 1933 à Paris, Daniel Ponce entre à l'École Estienne d'où il sort avec le diplôme de gravure en médaille. Il reçoit en 1952 le prix Cortot. Il complète sa formation par des cours de musique et de dessin.
Il est maître graveur à l'administration des Monnaies et médailles à la Monnaie de Paris où il est entré en 1962. Il travaille à l'établissement monétaire de Pessac. Ses principales œuvres sont des monnaies, des médailles, des fontes, des plaquettes. À l'Atelier de gravure de Paris, il crée aussi des monnaies pour d'autres pays, dont le Liban.
Il est décédé le 30 septembre 2017 à Gradignan (Gironde).

## Œuvres
- 10 Francs 1983, 20 Francs 1993.
- Médaille de François Mauriac (1885-1970), élu membre de l’Académie française en 1933.
- Médaille du Barreau de Bordeaux.
- Médaille de Mérignac (Gironde).
- Noces d'or.
- Médaille 50e anniversaire CNRACL (Caisse Nationale de Retraite des Agents des Collectivités Locales) 1945 - 1995.